# Kiko Cibrian
Ignacio « Kiko » Cibrian est un guitariste, compositeur, arrangeur, producteur de disques, ingénieur du son et mixeur mexicain-américain connu pour son travail avec Luis Miguel, Cristian Castro, Rocío Dúrcal et Frank Sinatra. Cibrian a remporté deux Grammy Award, pour Aries et Segundo romance de Luis Miguel, et trois Latin Grammy Awards, notamment celui « Meilleur nouvel artiste », pour la production de Jesse & Joy (en).

## Jeunesse et carrière
Kiko Cibrian est né et a grandi à Tijuana, au Mexique, où son père jouait dans les mariachis. À 14 ans, Cibrian a commencé à jouer des boléros et des mariachis. À la fin de son adolescence, il a rejoint un groupe local et a été initié au jazz par le saxophoniste du groupe,.
À 19 ans, il a été invité à aller à Las Vegas pour jouer avec un groupe appelé « Santa Fe ». Pendant son séjour, Cibrian a également joué avec l'université du Nevada, le big band de Las Vegas.
En 1982, Cibrian s'installe en Californie pour jouer avec le groupe qui accompagne les spectacles de danse à Disneyland. Un an plus tard, à San Diego, il rejoint le groupe « People Movers » où Nathan East joue de la basse électrique. Cibrian revient à Disneyland en 1987 et forme ensuite le groupe « True Stories ».
En 1990, il s'installe à Mexico pour travailler avec Luis Miguel comme guitariste. Cette même année, Cibrian est invité à produire le premier album de Cristian Castro, Agua Nueva. C'était la première fois qu'il produisait un album pour un autre artiste. Le deuxième album de Cibrian en tant que producteur fut Aries de Luis Miguel en 1993, qui a remporté un Grammy Award pour le meilleur album de pop latine,. Il a composé le single à succès Suave à partir de ce même album. Cibrian a continué à travailler avec Luis Miguel en tant que musicien, producteur, compositeur et arrangeur en tournée tout au long des années 90 et 2000.

## Discographie
Depuis son propre disque, intitulé « Kiko », en 1992, Cibrian a été dans de nombreuses productions tant au Mexique qu'aux États-Unis,,.
| Année | Album                                         | Artiste                  | Crédits                                                                           |
| ----- | --------------------------------------------- | ------------------------ | --------------------------------------------------------------------------------- |
| 1992  | « Kiko »                                      | Kiko Cibrian             | producteur, compositeur, arrangeur, guitare                                       |
| 1992  | « Agua Nueva »                                | Cristian Castro          | producteur, arrangeur, chant                                                      |
| 1993  | « Aries »                                     | Luis Miguel              | producteur, compositeur, arrangeur, guitare, chant                                |
| 1994  | « Duets II »                                  | Frank Sinatra            | producteur vocal                                                                  |
| 1994  | « Segundo Romance »                           | Luis Miguel              | producteur, arrangeur, guitare                                                    |
| 1995  | « El Concierto »                              | Luis Miguel              | producteur, compositeur, arrangeur, guitare                                       |
| 1996  | « Nada Es Igual »                             | Luis Miguel              | producteur, compositeur, arrangeur, guitare, synthétiseur, programmation musicale |
| 1996  | « Le Bossu de Notre-Dame » (B.O. en espagnol) | Alan Menken              | traduction, adaptation                                                            |
| 2003  | « Señor Bolero 2 »                            | José Feliciano           | compositeur                                                                       |
| 2003  | « Caramelito »                                | Rocío Dúrcal             | compositeur                                                                       |
| 2004  | « Buena Suerte »                              | Isabel Pantoja           | compositeur                                                                       |
| 2005  | « Reik »                                      | Reik                     | ingénieur du son, arrangeur, guitare, piano, claviers, programmation musicale     |
| 2005  | « El Aire De Tu Casa »                        | Jesús Adrián Romero (en) | arrangeur                                                                         |
| 2006  | « Sesión Metropolitana »                      | Reik                     | compositeur                                                                       |
| 2006  | « Secuencia »                                 | Reik                     | ingénieur du son, arrangeur, guitare, programmation musicale                      |
| 2007  | « Esta Es Mi Vida »                           | Jesse & Joy (en)         | producteur, ingénieur du son, mixeur, arrangeur, programmation musicale           |
| 2009  | « El Mismo Cielo »                            | Marcela Gándara (en)     | arrangeur, mixeur                                                                 |
| 2009  | « El Culpable Soy Yo »                        | Cristian Castro          | producteur, ingénieur du son, mixeur, arrangeur, guitare                          |
| 2011  | « Peligro »                                   | Reik                     | compositeur, arrangeur                                                            |
| 2012  | « Soplando Vida »                             | Jesús Adrián Romero      | arrangeur, mixeur, cuatro                                                         |
| 2013  | « Regreso A Ti »                              | Alex Campos              | producteur, mixeur                                                                |
| 2014  | « Soltando Al Perro »                         | Jesse & Joy              | arrangeur                                                                         |
| 2015  | « Derroche De Amor »                          | Alex Campos              | mixeur                                                                            |
| 2016  | « Des/Amor »                                  | Reik                     | producteur, arrangeur, programmation musicale                                     |
| 2017  | « Momentos »                                  | Alex Campos              | mixeur                                                                            |
| 2017  | « Jesse & Joy »                               | Jesse & Joy              | producteur, ingénieur du son, mixeur, arrangeur                                   |

## Récompenses

### Grammy Awards
Deux Grammy Awards, les deux avec Luis Miguel, sont à mettre à l'acti de Cibrian,
| Année | Titre           | Artiste     | Categorie                        | Rôle                                               | Resultat |
| ----- | --------------- | ----------- | -------------------------------- | -------------------------------------------------- | -------- |
| 1994  | Aries           | Luis Miguel | Meilleur album pop latine        | Producteur, compositeur, arrangeur, guitare, chant | Lauréat  |
| 1995  | Segundo romance | Luis Miguel | Meilleure performance pop latine | Producteur, compositeur, arrangeur, guitare, chant | Lauréat  |

### Latin Grammy Awards
Cibrian remporte également trois Latin Grammy Awards grâce à Alex Campos.
| Year | Title            | Artist      | Category             | Role              | Result  |
| ---- | ---------------- | ----------- | -------------------- | ----------------- | ------- |
| 2013 | Regreso A Ti     | Alex Campos | Best Christian Album | Producteur, mixer | Lauréat |
| 2015 | Derroche De Amor | Alex Campos | Best Christian Album | Mixeur            | Lauréat |
| 2017 | Momentos         | Alex Campos | Best Christian Album | Mixeur            | Lauréat |